# Ротельзе
Ротельзе (нем. Rotelsee) — высокогорное озеро недалеко от перевала Симплон в кантоне Вале, Швейцария. Расположено на высоте 2028 метров над уровнем моря. Сток из Ротельзе осуществляется через реку Диверия (итал. Diveria), которая в верхнем течении носит название Круммбах (нем. Chrummbach). На озере произрастают хвощ болотный (лат. Equisetum palustre) и осока носиковая (лат. Carex rostrata).